# Campo Alegre (ort)
Campo Alegre är en ort i Brasilien.   Den ligger i kommunen Campo Alegre och delstaten Alagoas, i den östra delen av landet, 1 400 km nordost om huvudstaden Brasília. Campo Alegre ligger 181 meter över havet och antalet invånare är 16 785.
Terrängen runt Campo Alegre är platt. Campo Alegre är det största samhället i trakten.
Omgivningarna runt Campo Alegre är en mosaik av jordbruksmark och naturlig växtlighet. Runt Campo Alegre är det ganska tätbefolkat, med 100 invånare per kvadratkilometer.